# مريم مورغينسترن
مريم مورغينسترن (بالألمانية: Miriam Morgenstern)‏ (و. 1987  م) هي مغنية، وممثلة مسرحية، وممثلة أفلام ألمانية، ولدت في غرافلفينغ.

## وصلات خارجية
- مريم مورغينسترن على موقع IMDb (الإنجليزية)
- مريم مورغينسترن على موقع ألو سيني (الفرنسية)
- مريم مورغينسترن على موقع أول موفي (الإنجليزية)
- مريم مورغينسترن على موقع قاعدة بيانات الفيلم (الإنجليزية)
- مريم مورغينسترن على موقع كينوبويسك (الروسية)